# Montesquieu-des-Albères
Pour les articles homonymes, voir Montesquieu (homonymie) et Albère.
Montesquieu-des-Albères  (en catalan : Montesquiu d'Albera) est une commune française, située dans le sud-est du département des Pyrénées-Orientales en région Occitanie. Sur le plan historique et culturel, la commune est dans le Roussillon, une ancienne province du royaume de France, qui a existé de 1659 jusqu'en 1790 et qui recouvrait les trois vigueries du Roussillon, du Conflent et de Cerdagne.
Exposée à un climat méditerranéen, elle est drainée par le Tech, Correc del Salt de l'Aygue, la rivière de Saint-Christophe et par divers autres petits cours d'eau. La commune possède un patrimoine naturel remarquable : un site Natura 2000 (« le Tech ») et quatre zones naturelles d'intérêt écologique, faunistique et floristique.
Montesquieu-des-Albères est une commune rurale qui compte 1 283 habitants en 2022, après avoir connu une forte hausse de la population depuis 1975. Elle fait partie de l'aire d'attraction de Perpignan. Ses habitants sont appelés les Montesquivains ou  Montesquivaines.

## Géographie

### Localisation
La commune de Montesquieu-des-Albères se trouve dans le département des Pyrénées-Orientales, en région Occitanie.
Elle se situe à 20 km à vol d'oiseau de Perpignan, préfecture du département, et à 11 km de Céret, sous-préfecture.
Les communes les plus proches sont : 
Villelongue-dels-Monts (2,0 km), L'Albère (4,0 km), Laroque-des-Albères (4,2 km), Saint-Génis-des-Fontaines (4,3 km), Le Boulou (4,3 km), Les Cluses (5,0 km), Banyuls-dels-Aspres (5,5 km), Brouilla (5,8 km).
Sur le plan historique et culturel, Montesquieu-des-Albères fait partie de l'ancienne province du royaume de France, le Roussillon, qui a existé de 1659 jusqu'à la création du département des Pyrénées-Orientales en 1790 et qui recouvrait les trois vigueries du Roussillon, du Conflent et de Cerdagne.

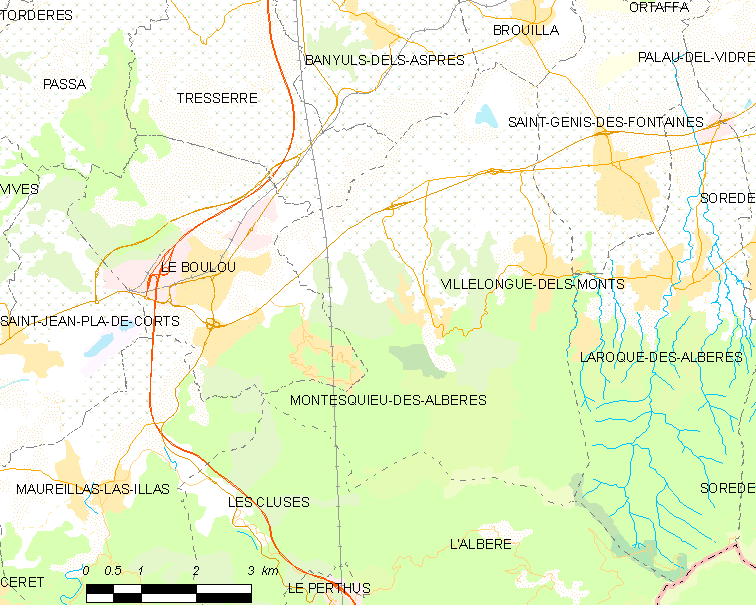
Situation de la commune.

| Tresserre                                 | Banyuls-dels-Aspres     |                        |
| Le Boulou                                 | Montesquieu-des-Albères | Villelongue-dels-Monts |
| Maureillas-las-Illas (par un quadripoint) | Les Cluses              | L'Albère               |

### Géologie et relief
La commune est classée en zone de sismicité 3, correspondant à une sismicité modérée.

### Climat
Pour des articles plus généraux, voir Climat de l'Occitanie et Climat des Pyrénées-Orientales.
En 2010, le climat de la commune est de type climat méditerranéen franc, selon une étude du CNRS s'appuyant sur une série de données couvrant la période 1971-2000. En 2020, Météo-France publie une typologie des climats de la France métropolitaine dans laquelle la commune est exposée à un climat méditerranéen et est dans la région climatique Provence, Languedoc-Roussillon, caractérisée par une pluviométrie faible en été, un très bon ensoleillement (2 600 h/an), un été chaud (21,5 °C), un air très sec en été, sec en toutes saisons, des vents forts (fréquence de 40 à 50 % de vents > 5 m/s) et peu de brouillards.
Pour la période 1971-2000, la température annuelle moyenne est de 15 °C, avec une amplitude thermique annuelle de 14,6 °C. Le cumul annuel moyen de précipitations est de 850 mm, avec 5,9 jours de précipitations en janvier et 3,6 jours en juillet. Pour la période 1991-2020, la température moyenne annuelle observée sur la station météorologique la plus proche, située sur la commune du Perthus à 6 km à vol d'oiseau, est de 15,4 °C et le cumul annuel moyen de précipitations est de 849,6 mm,. Pour l'avenir, les paramètres climatiques de la commune estimés pour 2050 selon différents scénarios d’émission de gaz à effet de serre sont consultables sur un site dédié publié par Météo-France en novembre 2022.

### Milieux naturels et biodiversité

#### Réseau Natura 2000

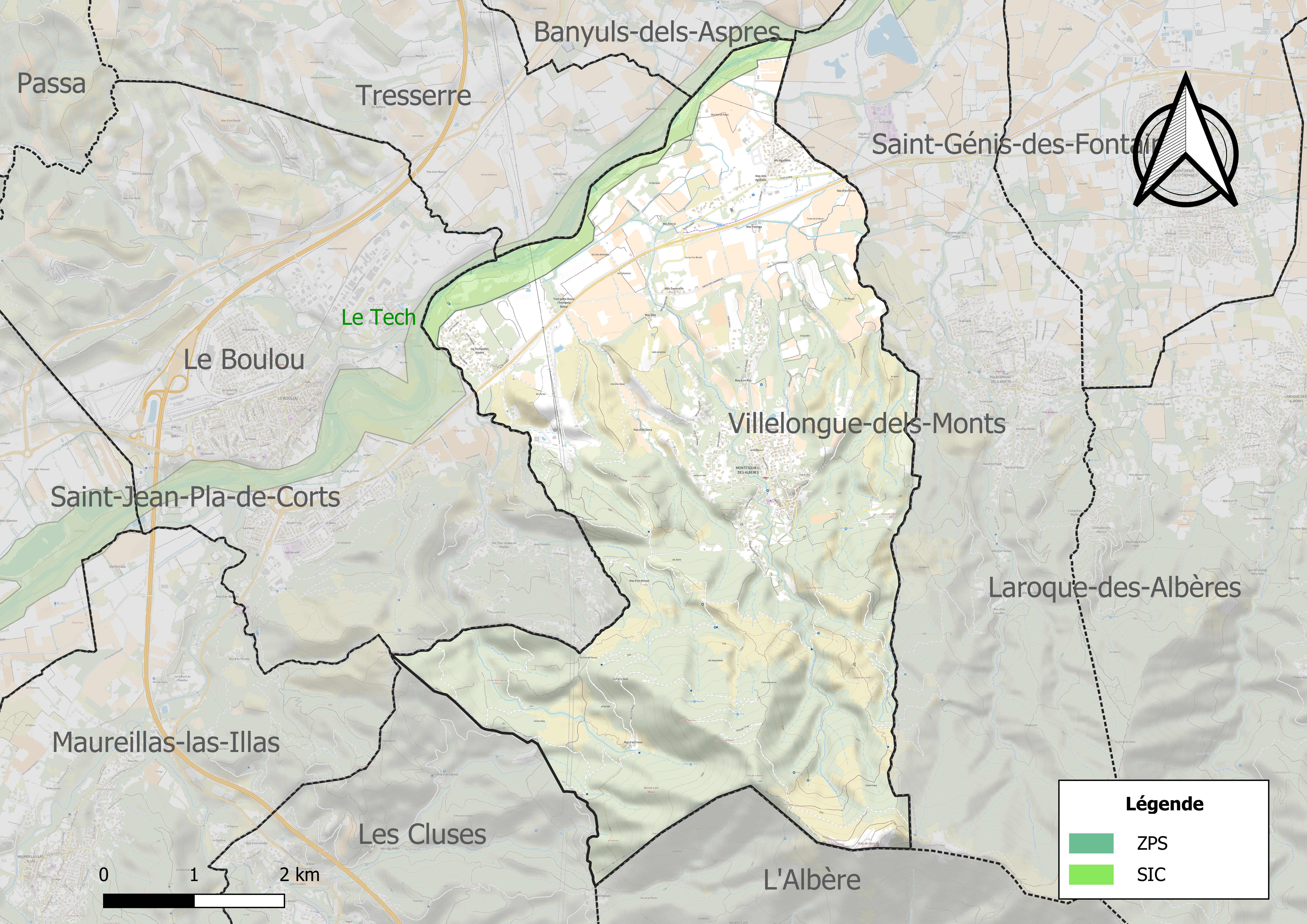
Site Natura 2000 sur le territoire communal.

Le réseau Natura 2000 est un réseau écologique européen de sites naturels d'intérêt écologique élaboré à partir des directives habitats et oiseaux, constitué de zones spéciales de conservation (ZSC) et de zones de protection spéciale (ZPS).
Un site Natura 2000 a été défini sur la commune au titre de la directive habitats : « le Tech », d'une superficie de 1 467 ha, hébergeant le Barbeau méridional qui présente une très grande variabilité génétique dans tout le bassin versant du Tech. Le haut du bassin est en outre colonisé par le Desman des Pyrénées.

#### Zones naturelles d'intérêt écologique, faunistique et floristique
L’inventaire des zones naturelles d'intérêt écologique, faunistique et floristique (ZNIEFF) a pour objectif de réaliser une couverture des zones les plus intéressantes sur le plan écologique, essentiellement dans la perspective d’améliorer la connaissance du patrimoine naturel national et de fournir aux différents décideurs un outil d’aide à la prise en compte de l’environnement dans l’aménagement du territoire.
Deux ZNIEFF de type 1 sont recensées sur la commune :
la « crête du pic d'Aureille » (270 ha), couvrant 4 communes du département et 
la « vallée du Tech de Céret à Ortaffa » (611 ha), couvrant 10 communes du département
et deux ZNIEFF de type 2, : 
- le « massif des Albères » (10 837 ha), couvrant 10 communes du département[20] ;
- la « rivière le Tech » (933 ha), couvrant 14 communes du département[21].

Carte des ZNIEFF de type 1 et 2 à Montesquieu-des-Albères.
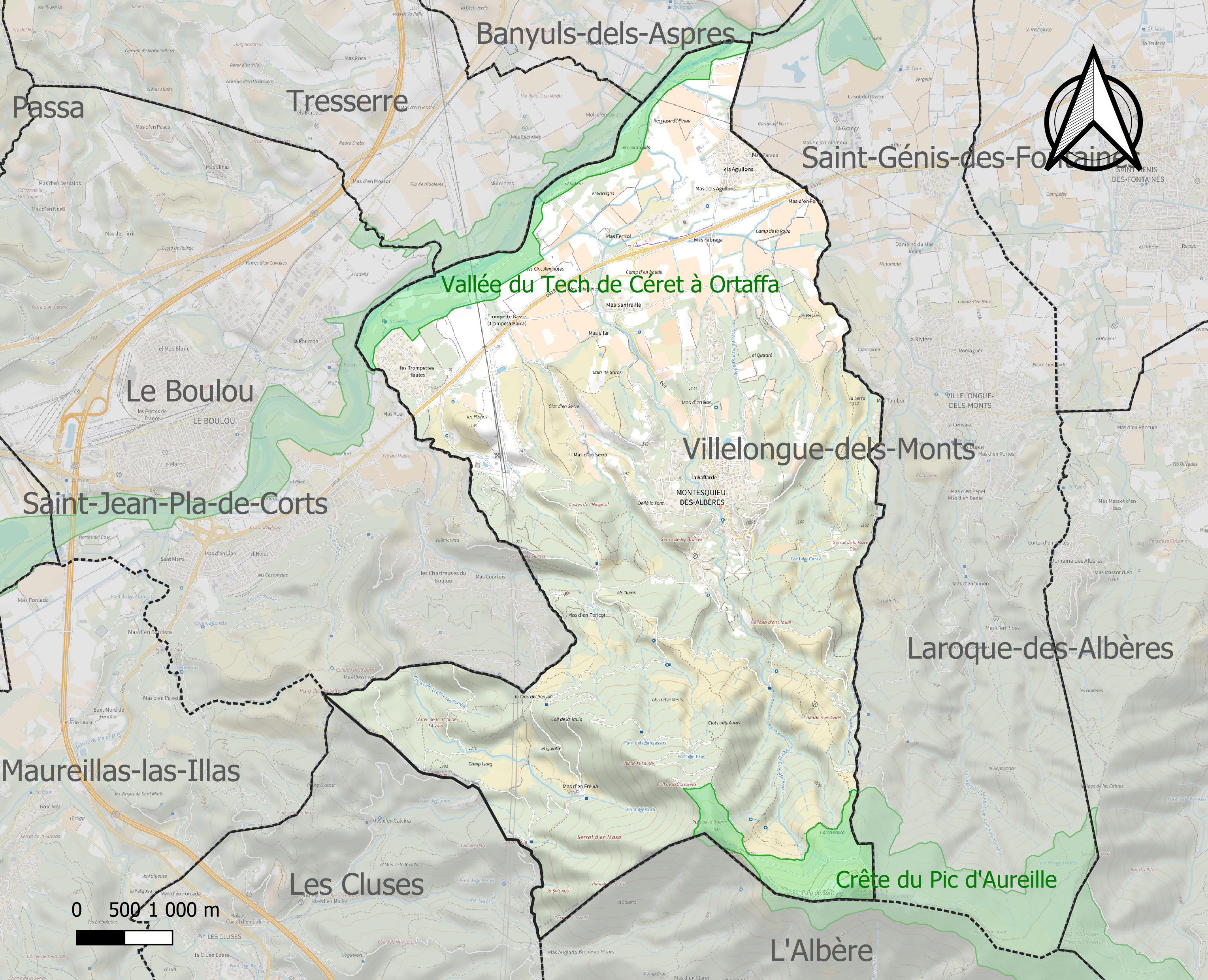
Carte des ZNIEFF de type 1 sur la commune.
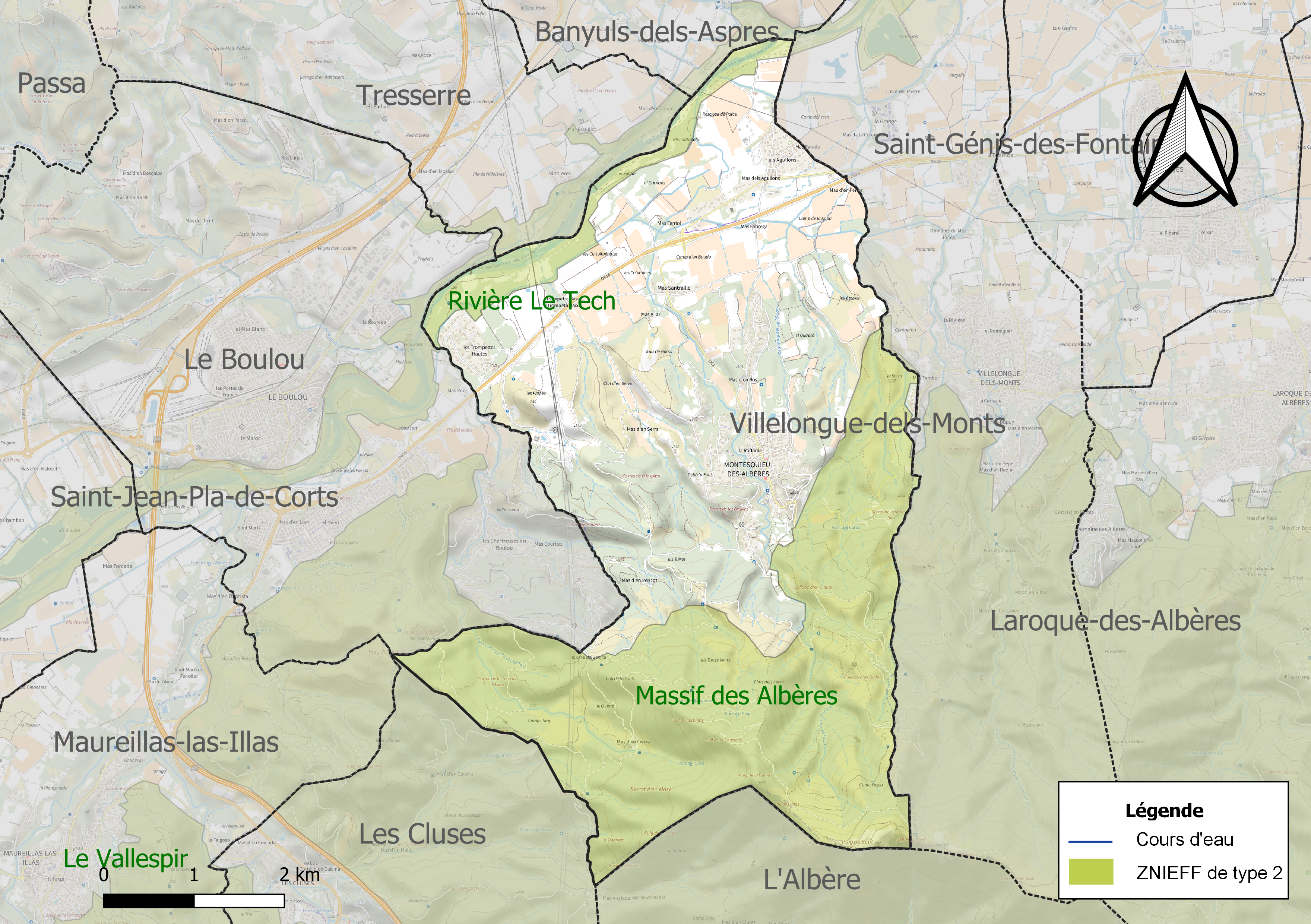
Carte des ZNIEFF de type 2 sur la commune.

## Urbanisme

### Typologie
Au 1er janvier 2024, Montesquieu-des-Albères est catégorisée commune rurale à habitat dispersé, selon la nouvelle grille communale de densité à sept niveaux définie par l'Insee en 2022.
Elle est située hors unité urbaine. Par ailleurs la commune fait partie de l'aire d'attraction de Perpignan, dont elle est une commune de la couronne,. Cette aire, qui regroupe 118 communes, est catégorisée dans les aires de 200 000 à moins de 700 000 habitants,.

### Occupation des sols
L'occupation des sols de la commune, telle qu'elle ressort de la base de données européenne d’occupation biophysique des sols Corine Land Cover (CLC), est marquée par l'importance des forêts et milieux semi-naturels (60,6 % en 2018), en augmentation par rapport à 1990 (58,2 %). La répartition détaillée en 2018 est la suivante : 
forêts (38 %), cultures permanentes (22,5 %), milieux à végétation arbustive et/ou herbacée (21,6 %), zones agricoles hétérogènes (9,3 %), zones urbanisées (4,9 %), zones industrielles ou commerciales et réseaux de communication (2,6 %), espaces ouverts, sans ou avec peu de végétation (1 %). L'évolution de l’occupation des sols de la commune et de ses infrastructures peut être observée sur les différentes représentations cartographiques du territoire : la carte de Cassini (XVIIIe siècle), la carte d'état-major (1820-1866) et les cartes ou photos aériennes de l'IGN pour la période actuelle (1950 à aujourd'hui).

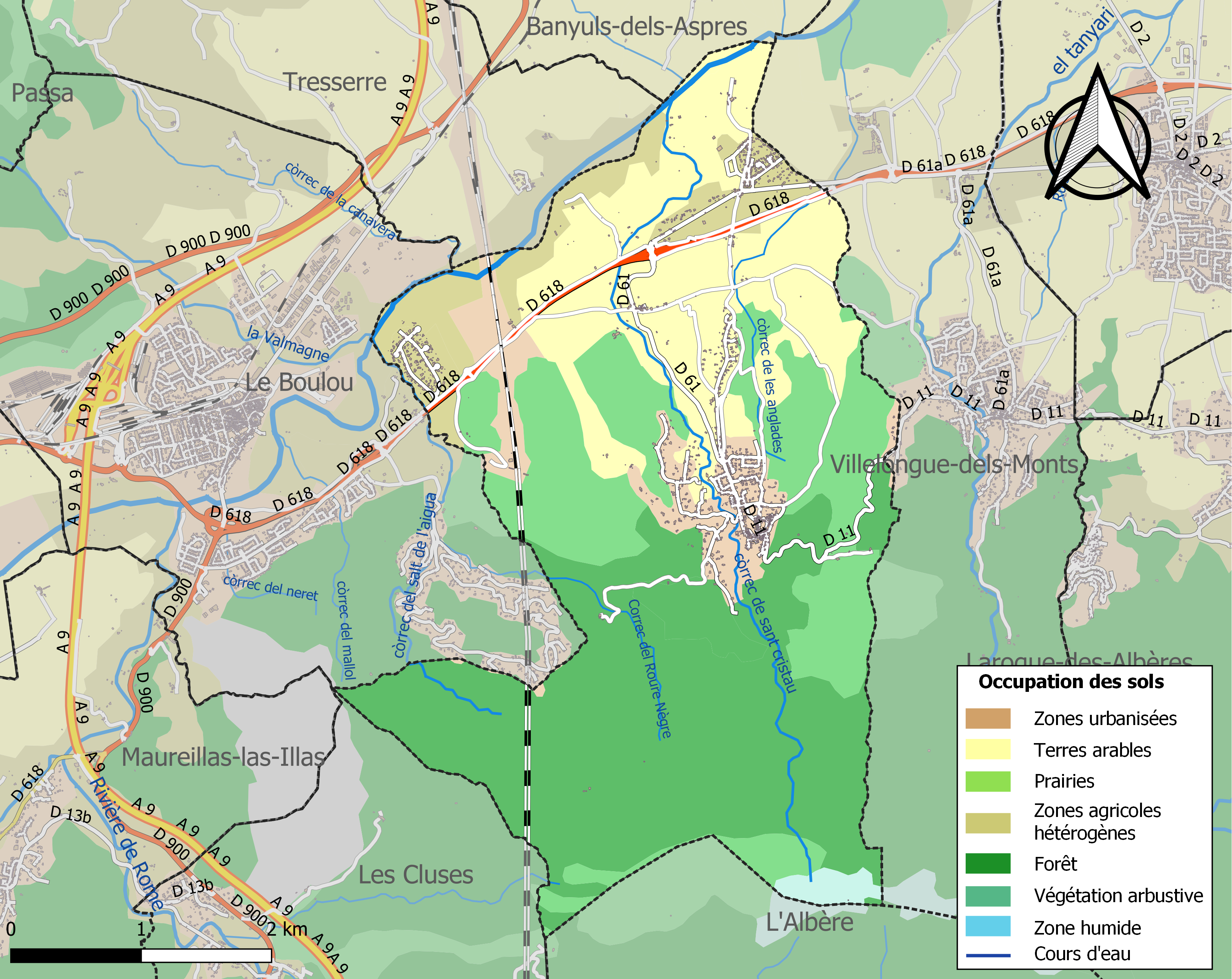
Carte des infrastructures et de l'occupation des sols de la commune en 2018 (CLC).

### Voies de communication et transports
La ligne 550 du réseau régional liO relie la commune à Céret et à Argelès-sur-Mer, et la ligne 551 relie la commune à Le Boulou.

### Risques majeurs
Le territoire de la commune de Montesquieu-des-Albères est vulnérable à différents aléas naturels : inondations, climatiques (grand froid ou canicule), feux de forêts, mouvements de terrains et séisme (sismicité modérée). Il est également exposé à un risque technologique, le transport de matières dangereuses, et à un risque particulier, le risque radon,.

#### Risques naturels
Certaines parties du territoire communal sont susceptibles d’être affectées par le risque d’inondation par crue torrentielle de cours d'eau du bassin du Tech.
Les mouvements de terrains susceptibles de se produire sur la commune sont soit des mouvements liés au retrait-gonflement des argiles, soit des glissements de terrains, soit des chutes de blocs, soit des effondrements liés à des cavités souterraines. Une cartographie nationale de l'aléa retrait-gonflement des argiles permet de connaître les sols argileux ou marneux susceptibles vis-à-vis de ce phénomène. L'inventaire national des cavités souterraines permet par ailleurs de localiser celles situées sur la commune.
Ces risques naturels sont pris en compte dans l'aménagement du territoire de la commune par le biais d'un plan de prévention des risques inondations, mouvements de terrains et feux de forêts.

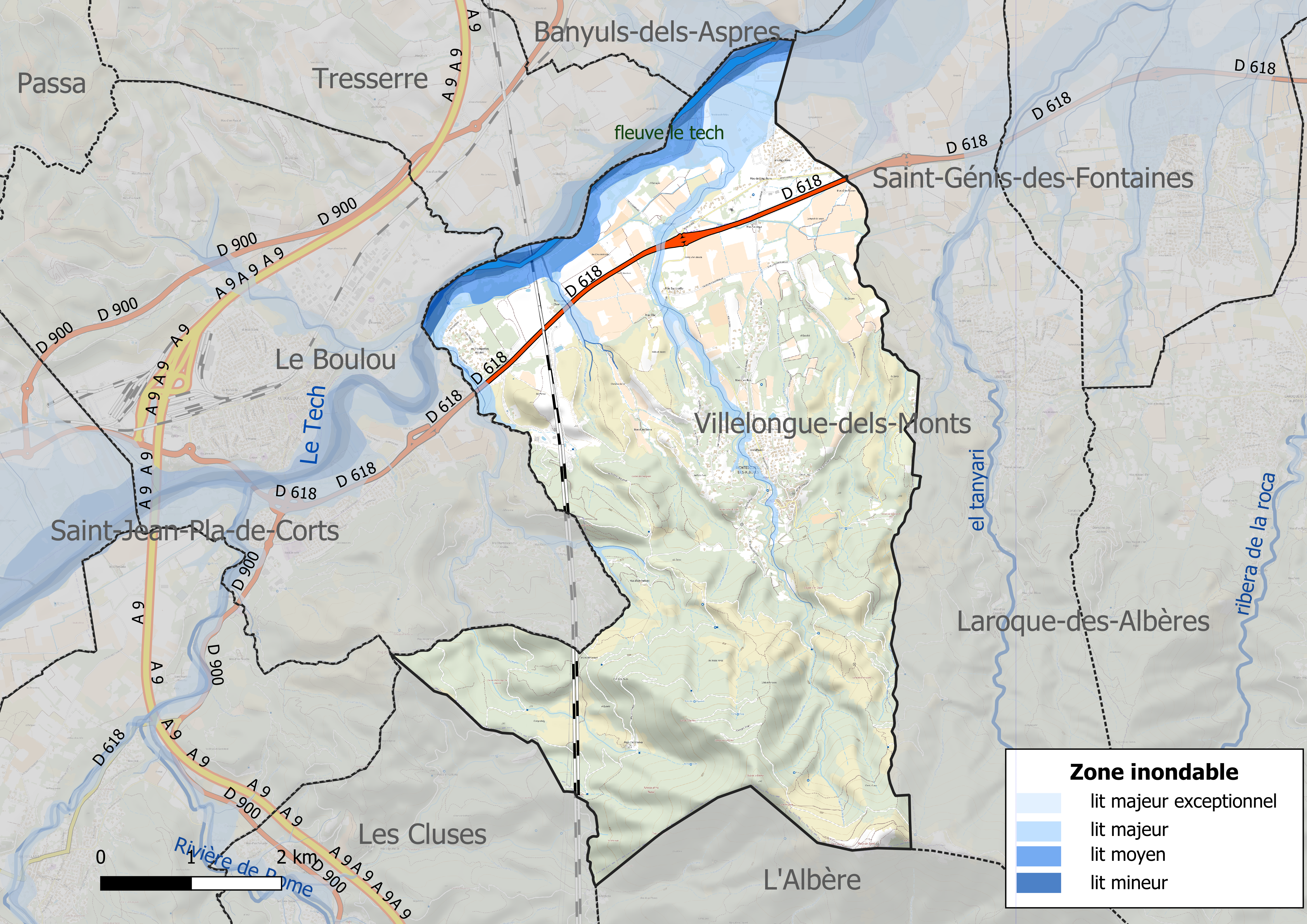
Carte des zones inondables.
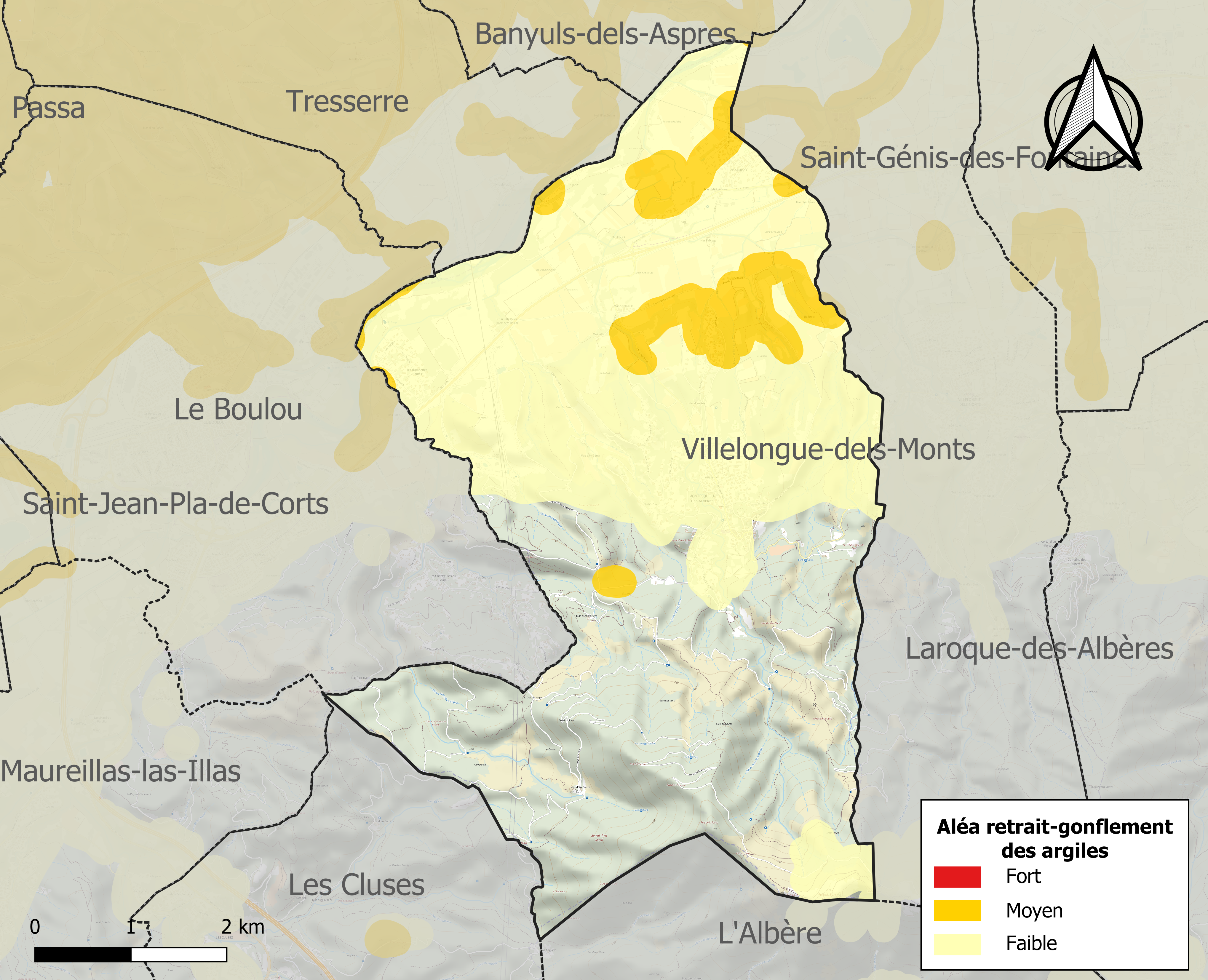
Carte des zones d'aléa retrait-gonflement des argiles.

#### Risques technologiques
Le risque de transport de matières dangereuses sur la commune est lié à sa traversée par une infrastructure ferroviaire. Un accident se produisant sur de telles infrastructures est en effet susceptible d’avoir des effets graves au bâti ou aux personnes jusqu’à 350 m, selon la nature du matériau transporté. Des dispositions d’urbanisme peuvent être préconisées en conséquence.

#### Risque particulier
Dans plusieurs parties du territoire national, le radon, accumulé dans certains logements ou autres locaux, peut constituer une source significative d’exposition de la population aux rayonnements ionisants. Toutes les communes du département sont concernées par le risque radon à un niveau plus ou moins élevé. Selon la classification de 2018, la commune de Montesquieu-des-Albères est classée en zone 2, à savoir zone à potentiel radon faible mais sur lesquelles des facteurs géologiques particuliers peuvent faciliter le transfert du radon vers les bâtiments.

## Toponymie
En catalan, le nom de la commune est Montesquiu d'Albera.

## Histoire
En 1794, Montesquieu fait partie du périmètre de la bataille du Boulou.

## Politique et administration

### Canton
En 1790 la commune de Montesquieu est incluse dans le canton d'Argelès au sein du district de Céret. Elle est rattachée au canton de Laroque en 1793 puis revient au canton d'Argelès en 1801, dont elle fait partie depuis,. À compter de mars 2015, la commune est incluse dans le nouveau canton de Vallespir-Albères.

### Liste des maires
| Période   | Période  | Identité               | Étiquette | Qualité |
| --------- | -------- | ---------------------- | --------- | ------- |
| 1792      | 1795     | François Riéra         |           |         |
| 1795      | 1808     | Damien Delclos         |           |         |
| 1808      | 1815     | Jean Oriol             |           |         |
| 1815      | 1819     | Jean Baills            |           |         |
| 1819      | 1848     | Saturnin Albert        |           |         |
| 1848      | 1851     | Damien Delclos         |           |         |
| 1851      | 1851     | Joseph Rodor           |           |         |
| 1851      | 1851     | Joseph Gaspa           |           |         |
| 1851      | 1857     | Damien Delclos         |           |         |
| 1857      | 1868     | Joseph Albert          |           |         |
| 1868      | 1876     | Damien Delclos         |           |         |
| 1876      | 1876     | Joseph Gaspa           |           |         |
| 1876      | 1882     | Saturnin Bès           |           |         |
| 1882      | 1886     | Honoré Rière           |           |         |
| 1886      | 1889     | Barthélémy Serre       |           |         |
| 1889      | 1896     | Honoré Rière           |           |         |
| 1896      | 1908     | Damien Delclos         |           |         |
| 1908      | 1913     | Joseph Blay            |           |         |
| 1913      | 1925     | Honoré Rière           |           |         |
| 1925      | 1944     | Gaston Mas             |           |         |
| 1944      | 1944     | Joseph Blay            |           |         |
| 1944      | 1945     | Jean Soler             |           |         |
| 1945      | 1983     | Lucien Galy            |           |         |
| 1983      | 1987     | Jean Thubert           |           |         |
| 1987      | 2001     | Édouard Chillon        |           |         |
| 2001      | 2008     | Joseph de Massia       |           |         |
| mars 2008 | En cours | Huguette Schuler-Pons, | SE        |         |

## Population et société

### Démographie ancienne
La population est exprimée en nombre de feux (f) ou d'habitants (H).
| 1355 | 1359  | 1365  | 1378 | 1470 | 1515 | 1553 | 1709 | 1720 |
| ---- | ----- | ----- | ---- | ---- | ---- | ---- | ---- | ---- |
| 15 f | 120 f | 105 f | 90 f | 13 f | 23 f | 30 f | 74 f | 55 f |

| 1730 | 1755 | 1767  | 1789 | 1790  | - | - | - | - |
| ---- | ---- | ----- | ---- | ----- | - | - | - | - |
| 63 f | 89 f | 340 H | 70 f | 112 f | - | - | - | - |

### Démographie contemporaine
L'évolution du nombre d'habitants est connue à travers les recensements de la population effectués dans la commune depuis 1793. Pour les communes de moins de 10 000 habitants, une enquête de recensement portant sur toute la population est réalisée tous les cinq ans, les populations de référence des années intermédiaires étant quant à elles estimées par interpolation ou extrapolation. Pour la commune, le premier recensement exhaustif entrant dans le cadre du nouveau dispositif a été réalisé en 2004.

En 2022, la commune comptait 1 283 habitants, en évolution de +5,34 % par rapport à 2016 (Pyrénées-Orientales : +3,92 %, France hors Mayotte : +2,11 %).
| 1793 | 1800 | 1806 | 1821 | 1831 | 1836 | 1841 | 1846 | 1851 |
| ---- | ---- | ---- | ---- | ---- | ---- | ---- | ---- | ---- |
| 229  | 258  | 338  | 320  | 324  | 338  | 335  | 307  | 372  |

| 1856 | 1861 | 1866 | 1872 | 1876 | 1881 | 1886 | 1891 | 1896 |
| ---- | ---- | ---- | ---- | ---- | ---- | ---- | ---- | ---- |
| 419  | 392  | 400  | 355  | 368  | 409  | 417  | 420  | 405  |

| 1901 | 1906 | 1911 | 1921 | 1926 | 1931 | 1936 | 1946 | 1954 |
| ---- | ---- | ---- | ---- | ---- | ---- | ---- | ---- | ---- |
| 404  | 402  | 421  | 427  | 378  | 391  | 372  | 366  | 353  |

| 1962 | 1968 | 1975 | 1982 | 1990 | 1999 | 2004  | 2006  | 2009  |
| ---- | ---- | ---- | ---- | ---- | ---- | ----- | ----- | ----- |
| 370  | 333  | 329  | 510  | 753  | 824  | 1 045 | 1 137 | 1 150 |

| 2014  | 2019  | 2022  | - | - | - | - | - | - |
| ----- | ----- | ----- | - | - | - | - | - | - |
| 1 218 | 1 235 | 1 283 | - | - | - | - | - | - |

| selon la population municipale des années : | 1968 | 1975 | 1982 | 1990 | 1999 | 2006 | 2009 | 2013 |
| Rang de la commune dans le département      | 102  | 110  | 93   | 81   | 80   | 75   | 75   | 76   |
| Nombre de communes du département           | 232  | 217  | 220  | 225  | 226  | 226  | 226  | 226  |

### Manifestations culturelles et festivités
- Fête patronale : 29 novembre[45] ;

## Économie

### Revenus
En 2018, la commune compte 543 ménages fiscaux, regroupant 1 235 personnes. La médiane du revenu disponible par unité de consommation est de 22 930 € (19 350 € dans le département).

### Emploi
|                | 2008   | 2013   | 2018   |
| -------------- | ------ | ------ | ------ |
| Commune        | 8,1 %  | 10,7 % | 12,1 % |
| Département    | 10,3 % | 12,9 % | 13,3 % |
| France entière | 8,3 %  | 10 %   | 10 %   |

En 2018, la population âgée de 15 à 64 ans s'élève à 656 personnes, parmi lesquelles on compte 68,1 % d'actifs (56 % ayant un emploi et 12,1 % de chômeurs) et 31,9 % d'inactifs,. En  2018, le taux de chômage communal (au sens du recensement) des 15-64 ans est inférieur à celui du département, mais supérieur à celui de la France, alors qu'en 2008 il était inférieur à celui de la France.
La commune fait partie de la couronne de l'aire d'attraction de Perpignan, du fait qu'au moins 15 % des actifs travaillent dans le pôle,. Elle compte 115 emplois en 2018, contre 128 en 2013 et 110 en 2008. Le nombre d'actifs ayant un emploi résidant dans la commune est de 376, soit un indicateur de concentration d'emploi de 30,5 % et un taux d'activité parmi les 15 ans ou plus de 42,7 %.
Sur ces 376 actifs de 15 ans ou plus ayant un emploi, 65 travaillent dans la commune, soit 17 % des habitants. Pour se rendre au travail, 88,1 % des habitants utilisent un véhicule personnel ou de fonction à quatre roues, 2,6 % les transports en commun, 4,8 % s'y rendent en deux-roues, à vélo ou à pied et 4,5 % n'ont pas besoin de transport (travail au domicile).

### Activités hors agriculture

#### Secteurs d'activités
69 établissements sont implantés  à Montesquieu-des-Albères au 31 décembre 2019. Le tableau ci-dessous en détaille le nombre par secteur d'activité et compare les ratios avec ceux du département,.
| Secteur d'activité                                                                                        | Commune | Commune | Département |
| Secteur d'activité                                                                                        | Nombre  | %       | %           |
| --- | ------- | ------- | ----------- |
| Ensemble                                                                                                  | 69      | 100 %   | (100 %)     |
| Industrie manufacturière, industries extractives et autres                                                | 9       | 13 %    | (8,7 %)     |
| Construction                                                                                              | 5       | 7,2 %   | (14,3 %)    |
| Commerce de gros et de détail, transports, hébergement et restauration                                    | 19      | 27,5 %  | (30,5 %)    |
| Information et communication                                                                              | 3       | 4,3 %   | (1,9 %)     |
| Activités financières et d'assurance                                                                      | 2       | 2,9 %   | (3 %)       |
| Activités immobilières                                                                                    | 5       | 7,2 %   | (6,2 %)     |
| Activités spécialisées, scientifiques et techniques et activités de services administratifs et de soutien | 9       | 13 %    | (13 %)      |
| Administration publique, enseignement, santé humaine et action sociale                                    | 8       | 11,6 %  | (13,9 %)    |
| Autres activités de services                                                                              | 9       | 13 %    | (8,5 %)     |

Le secteur du commerce de gros et de détail, des transports, de l'hébergement et de la restauration est prépondérant sur la commune puisqu'il représente 27,5 % du nombre total d'établissements de la commune (19 sur les 69 entreprises implantées  à Montesquieu-des-Albères), contre 30,5 % au niveau départemental.

#### Entreprises et commerces
Les cinq entreprises ayant leur siège social sur le territoire communal qui génèrent le plus de chiffre d'affaires en 2020 sont : 
- Albera Immo, agences immobilières (545 k€)
- Montesquieu Constructions, travaux de maçonnerie générale et gros œuvre de bâtiment (471 k€)
- Jomali, commerce d'alimentation générale (177 k€)
- SAS Liner Et Membrane, autres travaux spécialisés de construction (109 k€)
- Bjcom, programmation informatique (17 k€)

### Agriculture
La commune est dans la « plaine du Roussillon », une petite région agricole occupant la bande côtière et une grande partie centrale du département des Pyrénées-Orientales. En 2020, l'orientation technico-économique de l'agriculture  sur la commune est la polyculture et/ou le polyélevage.
|               | 1988 | 2000 | 2010 | 2020 |
| ------------- | ---- | ---- | ---- | ---- |
| Exploitations | 42   | 40   | 19   | 14   |
| SAU (ha)      | 511  | 288  | 388  | 211  |

Le nombre d'exploitations agricoles en activité et ayant leur siège dans la commune est passé de 42 lors du recensement agricole de 1988  à 40 en 2000 puis à 19 en 2010 et enfin à 14 en 2020, soit une baisse de 67 % en 32 ans. Le même mouvement est observé à l'échelle du département qui a perdu pendant cette période 73 % de ses exploitations,. La surface agricole utilisée sur la commune a également diminué, passant de 511 ha en 1988 à 211 ha en 2020. Parallèlement la surface agricole utilisée moyenne par exploitation a augmenté, passant de 12 à 15 ha.

## Culture locale et patrimoine

### Monument et lieux touristiques
Les lieux et monuments notables de Montesquieu-des-Albères sont les suivants :
- l'église paroissiale Saint-Saturnin ( Inscrit MH (1984)) ;
- l'église Saint-Christophe ;
- le château du XIe siècle ;
- le dolmen d'el Quadró.

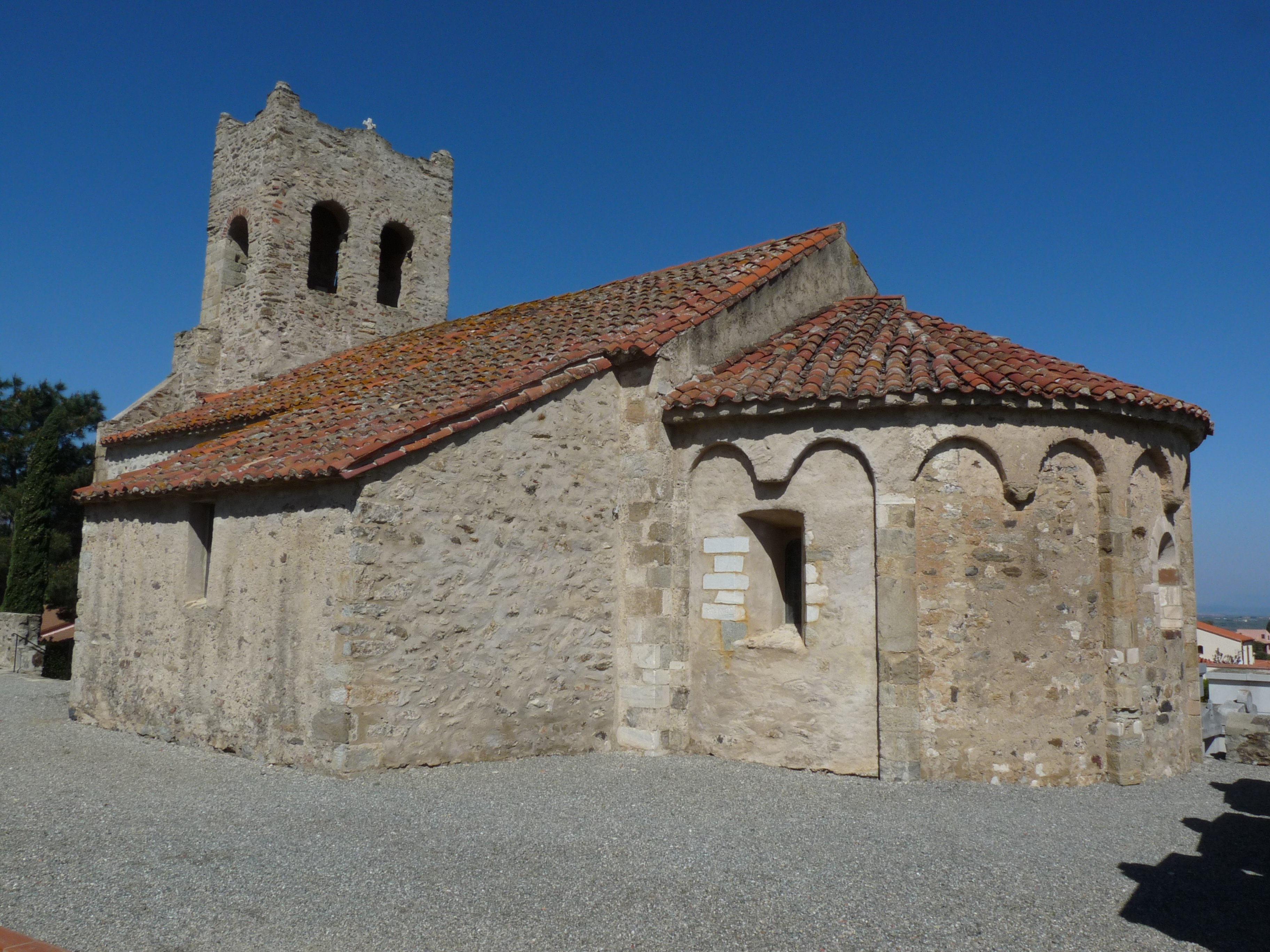
L'église paroissiale Saint-Saturnin
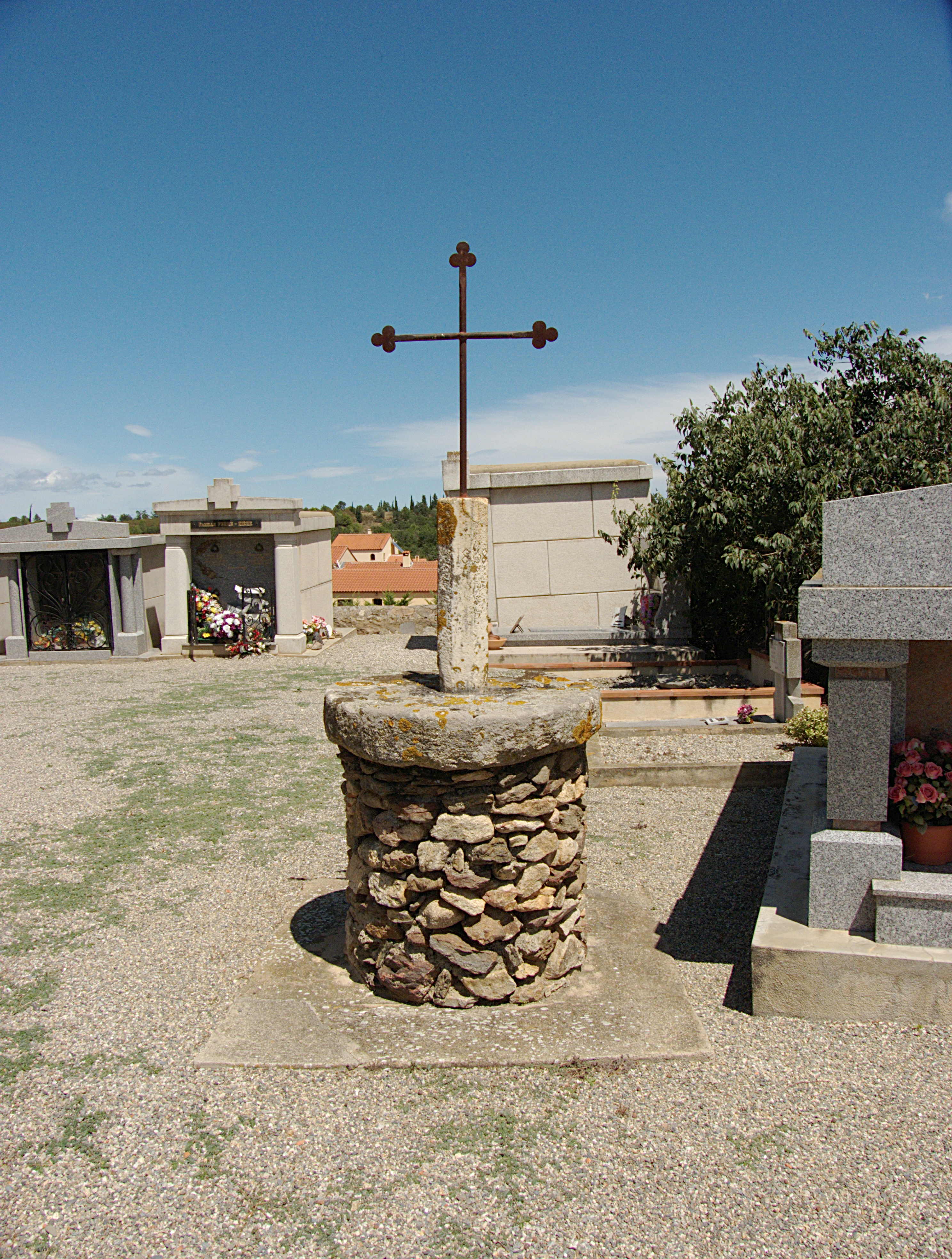
Croix dans le cimetière
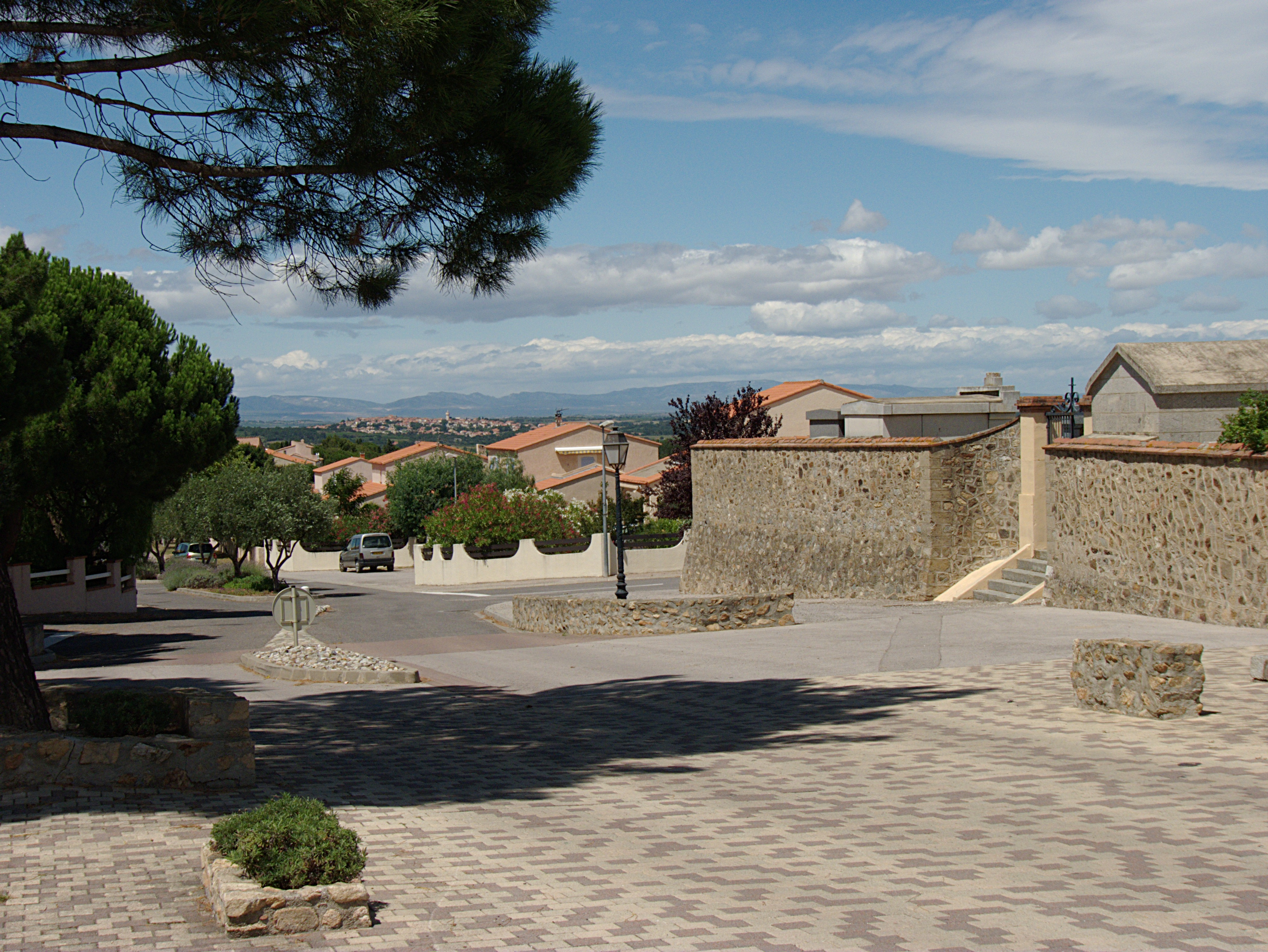
L'avenue Lucien Galy
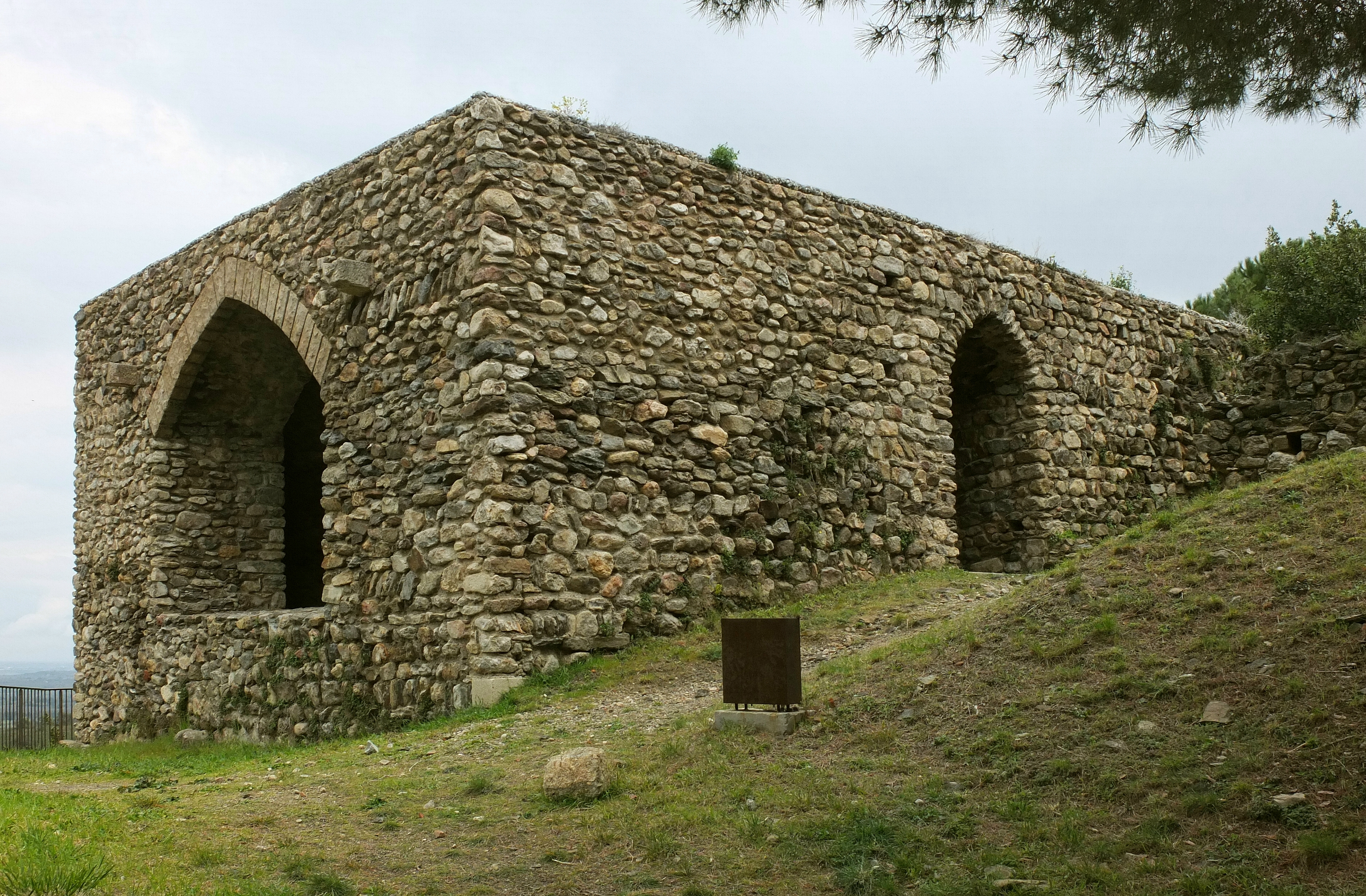
Le château, XIe siècle

### Personnalités liées à la commune
- Pierre Clostermann (1921-2006) : pilote de chasse de la France libre et homme politique, mort à Montesquieu-des-Albères ;
- Nicolas Mas (1980-) : joueur de rugby à XV, dont la famille est originaire de la commune.

### Héraldique
| Blason de Montesquieu-des-Albères | Blason  | D'argent à trois chevrons d'azur chargés chacun de cinq étoiles d'or, à la tête d'isard au naturel, mouvant du flanc dextre et brochant sur le tout. |

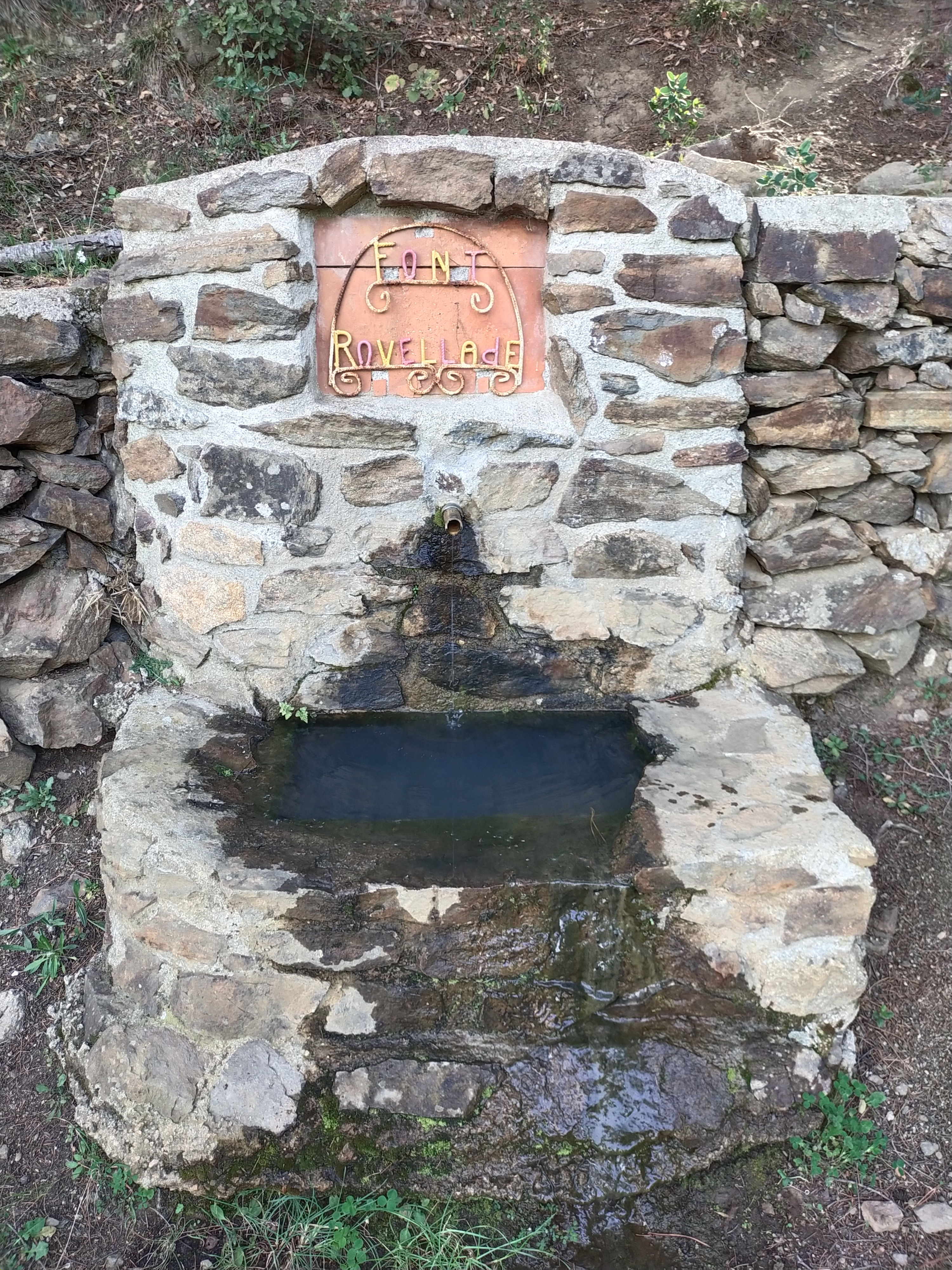
Font Rovellade

| Blason de Montesquieu-des-Albères | Détails | Le statut officiel du blason reste à déterminer. |

### Fontaines
Le village de Montesquieu-des-Albères se distingue par un nombre important de sources et de fontaines. On peut trouver des informations et des photographies d'époque au musée. Voici quelques-unes des principales fontaines :

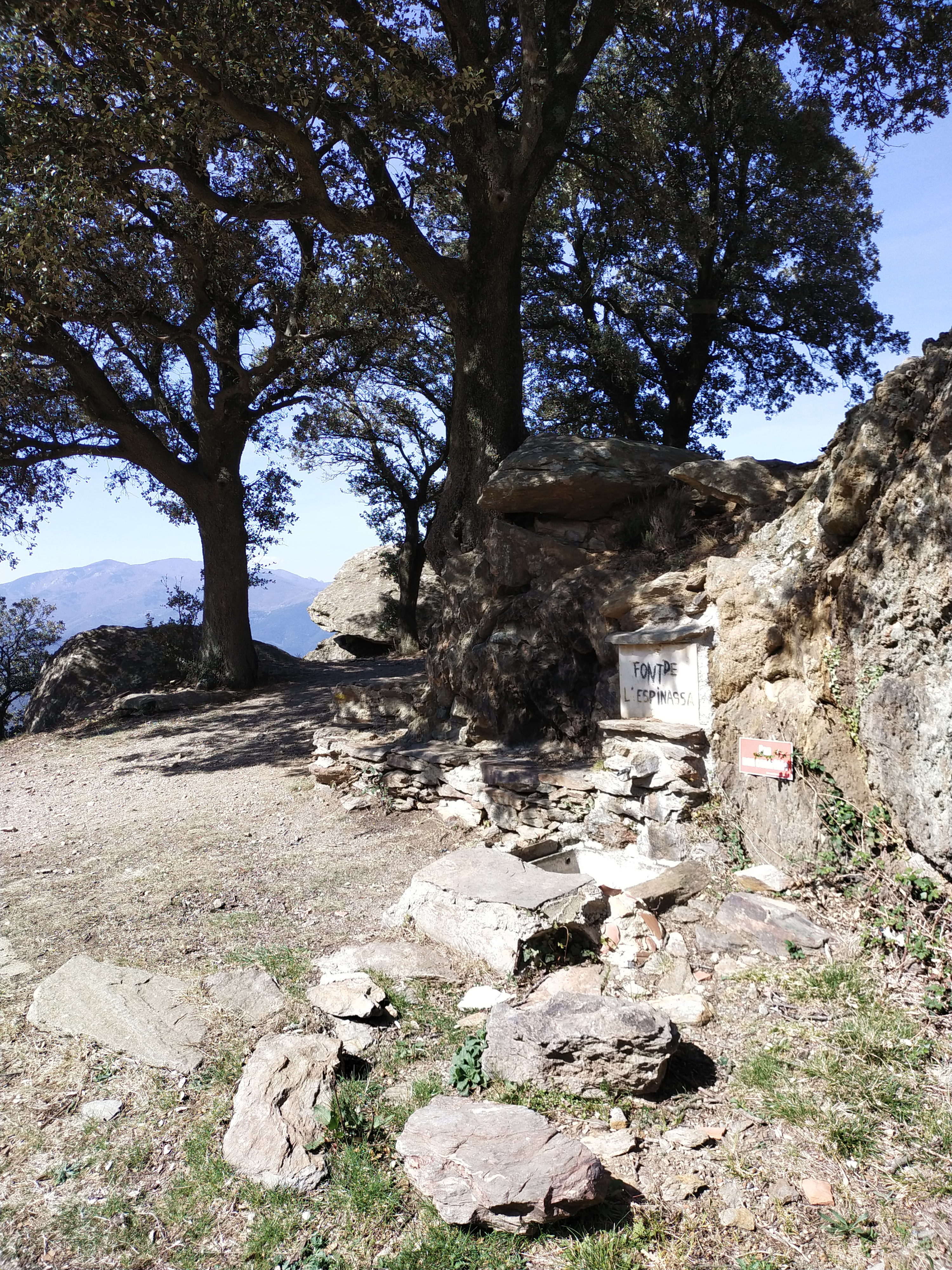
Fontaine dénommée Font de l'Espinassa

- Font Rovellade
- Font del Sabater
- Font Vallmanya
- Font de l'Espinassa

- Font Fangassos
- Font de 13 vents